# Juan José (obra de teatro)

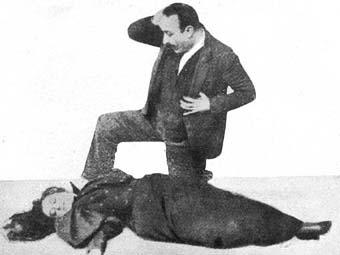
Los actores Emilio Thuillier y Juana Martínez en la escena final del estreno

Juan José es una obra de teatro en tres actos de Joaquín Dicenta, estrenada el 29 de octubre de 1895 en el Teatro de la Comedia de Madrid, considerada como una obra de denuncia social.

## Argumento
Juan José y Andrés son dos amigos que viven amancebados respectivamente con Rosa y Toñuela. El conflicto se plantea cuando Paco, el capataz de la hacienda en la que trabaja Juan José, hace ver sus intenciones sobre Rosa. El conflicto entre los dos hombres acaba con el despido de Juan José, que se ve abocado al robo para sobrevivir y acaba finalmente en prisión. Por su parte, Rosa, mujer ambiciosa, se deja seducir por Paco. Cuando Juan José recibe noticia de la situación a través de Andrés, consigue escapar del penal con la intención de acabar con la vida de la traidora y de su amante.

## Representaciones destacadas
- Teatro de la Comedia (Estreno, 1895). Intérpretes: Emilio Thuillier (Juan José), Juana Martínez (Rosa), Andrés Amato (Paco), José Vallés, Nieves Suárez (Toñuela).
- Teatro Español, Madrid, 1936. Intérpretes: Manuel Dicenta (Juan José), Ana Adamuz.
- Teatro Cómico, Madrid, 1948. Intérpretes: Manuel Dicenta (Juan José), Pilar Muñoz (Rosa), Elena Salvador (Toñuela), Miguel Ángel, Luisa Cano.
- Televisión (en el espacio Teatro en la segunda cadena, de TVE, 1980). Intérpretes: Daniel Dicenta, (Juan José), La Contrahecha (Rosa), Mara Goyanes, Nicolás Dueñas, Paco Marsó, José Caride, Valentín Paredes, Fernando Sánchez Polack, Jesús Enguita, Mariano Venancio. Dirección y Realización: Francisco Montolio